# Josselin Garnier
Pour les articles homonymes, voir Garnier.
Josselin Garnier est un mathématicien français né à Orléans le 18 juin 1971.

## Carrière
Josselin Garnier étudie de 1991 à 1994 à l'École normale supérieure. Il se spécialise en probabilités et commence une thèse en 1996 à l'École polytechnique sous la direction de Jean-Pierre Fouque. En 2000, il reçoit son habilitation à l'université Pierre-et-Marie-Curie. Entre 1996 et 2001, il est chargé de recherches au CNRS. En 2001, il devient professeur à l'université de Toulouse, puis à l'université Paris-Diderot, où il est nommé en 2005.  A l'Ecole polytechnique, où il est professeur depuis 2016, il mène ses recherches au Centre de mathématiques appliquées. Il a été nommé directeur du LABEX Hadamard en 2019. Il est nommé directeur du Département de Mathématiques appliquées en 2023.
Josselin Garnier est professeur en mathématiques appliquées. Ses recherches sont à l'interface de la théorie des probabilités et de l'analyse, elles concernent principalement la modélisation et l'étude des phénomènes aléatoires, et en particulier la propagation des ondes et l'imagerie en milieux complexes, la gestion des incertitudes en simulation numérique, et les algorithmes stochastiques. Ces dernières années, il a proposé et étudié des techniques d'imagerie passive exploitant des signaux issus de sources opportunistes ou de bruit ambiant. Ses travaux permettent de quantifier la confiance dans les prédictions et dans les décisions issues de telles simulations, lorsque sont prises en compte les incertitudes sur les valeurs des paramètres physiques, sur les conditions environnementales, sur les erreurs de fabrication, et/ou sur les phénomènes enregistrés ou négligés et leur modélisation.

## Distinctions
En 2007, il reçoit le prix Blaise Pascal de l'Académie des sciences française. En 2008, il est lauréat du prix Felix-Klein et devient membre de l'Institut universitaire de France. Il est invité comme orateur au Congrès international des mathématiciens de Rio de Janeiro en 2018.
Il est lauréat du Grand prix scientifique 2021 de la Fondation Simone et Cino Del Duca pour son projet "Phénomènes de diffusion: théorie mathématique et applications".
Il est élu à l'Académie des sciences en 2023.

## Publications

### Sélection d'ouvrages
- avec Jean-Pierre Fouque, George Papanicolaou et Knut Sølna : Wave propagation and time reversal in random layered media. Springer, New York, 2007 (ISBN 0387308903).
- avec Habib Ammari, Wenjia Jing, Hyeonbae Kang, Mikyoung Lim, Knut Sølna et Han Wang : Mathematical and Statistical Methods for Multistatic Imaging, Springer, Berlin, 2013.
- avec George Papanicolaou : Passive Imaging with Ambient Noise, Cambridge University Press, Cambridge, 2016

### Sélection d'articles
- Stochastic invariant imbedding. Application to stochastic differential equations with boundary conditions, Prob. Th. Rel. Fields, Vol. 103, pp. 249-271, 1995.
- Imaging in randomly layered media by cross-correlating noisy signals, SIAM Multiscale Model. Simul., Vol. 4, pp. 610-640, 2005.
- Imaging with ambient noise, SIAM News, Vol. 43, issue 7, pp. 8-9, 2010
- Le bruit au crible des probabilités, Prisme N°25, Centre Cournot : Paris, novembre 2012.
- avec Knut Sølna, Transmission and reflection of electromagnetic waves in randomly layered media, Commun. Math. Sci., Vol. 13, pp. 707-728, 2015.
- avec Mathias Fink, How a moving passive observer can perceive its environment ? The Unruh effect revisited, Wave Motion, Vol. 93, 102462, 2020.
- avec Liliana Borcea, Imaging in random media by two-point coherent interferometry, SIAM J. Imaging Sci., Vol. 14, pp. 1635–1668, 2021.
- avec Laurent Mertz, Computing the diffusivity of a particle subject to dry friction with colored noise, 2023.